# Фресінету-де-Жос
Фресінету-де-Жос (рум. Frăsinetu de Jos) — село у повіті Келераш в Румунії. Входить до складу комуни Фресінет.
Село розташоване на відстані 59 км на схід від Бухареста, 42 км на захід від Келераші, 145 км на захід від Констанци.

## Населення
За даними перепису населення 2002 року у селі проживали 385 осіб, усі — румуни. Усі жителі села рідною мовою назвали румунську.